# Cherchez la femme
Cherchez la femme è una frase francese che alla lettera significa "cercate la donna".

## Storia
L'espressione viene dal libro del 1854 I Mohicani di Parigi di Alexandre Dumas padre. Il passaggio è:
La frase incarna un cliché del detective della pulp fiction: non importa quale sia il problema, spesso una donna è la causa alla radice. La frase ha anche semplicemente assunto il significato di "Cerca la causa che sta alla radice del problema".

## Usi nella cultura di massa
- Il racconto di O. Henry Cherchez La Femme, comprende questo rigo: "Ah! si, sono a conoscenza di molte situazioni quando quegli uomini hanno perso denaro tu dici, 'Cherchez la femme'--da qualche parte c'è la donna."
- I titoli di apertura della serie televisiva Nikita includono la frase "Cherchez la femme, cherchez la femme... dans la nuit, dans la nuit." Tradotto in italiano: "Cercate la donna, cercate la donna... nella notte, nella notte."
- Nella canzone del 2005 Biggest Fan di Brendan Benson si sente la frase ripetuta diverse volte alla fine.
- Nel romanzo Dalia nera di James Ellroy la frase "Cherchez La Femme, Bucky. Ricordalo" è ripetuta durante tutta la narrazione.
- Il nome di Churchy La Femme, un personaggio da una striscia a fumetti statunitense Pogo, era ispirato a questa frase.
- Nel film Chinatown, Evelyn Mulwray (Faye Dunaway) dice a Jake Gittes (Jack Nicholson) "Cherchez la femme" mentre parlano di un incidente nella sua vita passata poiché un detective a Chinatown, dove egli ha fallito nel tentativo di salvare una donna, stava presumibilmente tentando di proteggersi dal male.
- Nell'opera teatrale di Boris Akunin Čajka, rielaborazione del Gabbiano di Čechov, il dottor Dorn, utilizza cui prodest e cherchez la femme per svelare l'assassinio di Trepljov.
- L'espressione è citata da Carlo Emilio Gadda in Quer pasticciaccio brutto de via Merulana (p. 4). L'ispettore Ingravallo utilizza lo stesso concetto ma lo esprime in dialetto molisano: "ch'i femmene se retroveno addo' n'i vuo' truva'".
- Questa frase appare più volte nelle opere di Agatha Christie[1].
- Italo Calvino nelle Lezioni americane, nel capitolo Molteplicità cita Gadda che scrive dell'uso di Ingravallo del concetto di cherchez la femme.
- Nell'episodio speciale L'abominevole sposa della serie Sherlock, la frase viene citata da Mycroft Holmes in risposta al fratello, Sherlock, che gli ha chiesto di trovare e riesumare il cadavere di Emelia Ricoletti.

- Nel videogioco Overwatch il personaggio Widowmaker talvolta pronuncia questa frase quando uccide un avversario.

- Ne "Il giorno della civetta" di L. Sciascia il capitano Bellodi è di parere opposto: "Cercate la donna, insomma, diceva il giornalista: da buon giornalista e da buon siciliano; e invece, e avrebbero dovuto darlo come precetto alla polizia, in Sicilia, pensava il capitano, bisognava non cercare la donna: perché si finiva per trovarla, e a danno della giustizia."